# 加文·普雷托尔-平尼
加文·普雷托尔-平尼（英語：Gavin Edmund Pretor-Pinney，1950年—）是一位英国科普作家，毕业于西敏公學和牛津大学，曾和汤姆·霍奇金森共同创办了《闲人》杂志，主要科普作品有《云彩收集者手册》（The Cloud Collector's Handbook，2006）、《波行天下：从神经脉冲到登月计划》（The Wavewatcher's Companion，2010）等。